# Kostîrka, Vîsokopillea
Kostîrka (în ucraineană Костирка) este un sat în comuna Novovoznesenske din raionul Vîsokopillea, regiunea Herson, Ucraina.

## Demografie
Componența lingvistică a localității Kostîrka
     Ucraineană (89,93%)
     Rusă (5,76%)
     Română (2,16%)
     Belarusă (2,16%)
Conform recensământului din 2001, majoritatea populației localității Kostîrka era vorbitoare de ucraineană (89,93%), existând în minoritate și vorbitori de rusă (5,76%), română (2,16%) și belarusă (2,16%).